# Puccinia arundinis-donacis
Puccinia arundinis-donacis ist eine Ständerpilzart aus der Ordnung der Rostpilze (Pucciniales). Der Pilz ist ein Endoparasit von  Arundo donax. Symptome des Befalls durch die Art sind Rostflecken und Pusteln auf den Blattoberflächen der Wirtspflanzen. Ihr Verbreitungsgebiet umfasst China und Japan.

## Merkmale

### Makroskopische Merkmale
Puccinia arundinis-donacis ist mit bloßem Auge nur anhand der auf der Oberfläche des Wirtes hervortretenden Sporenlager zu erkennen. Sie wachsen in Nestern, die als gelbliche bis braune Flecken und Pusteln auf den Blattoberflächen erscheinen.

### Mikroskopische Merkmale
Das Myzel von Puccinia arundinis-donacis wächst wie bei allen Puccinia-Arten interzellulär und bildet Saugfäden, die in das Speichergewebe des Wirtes wachsen. Aecien und Spermogonien fehlen der Art offenbar. Die Uredien wachsen beidseitig auf den Blättern des Wirtes. Ihre gelbbraunen Uredosporen sind meist breit ellipsoid bis eiförmig, 26–34 × 18–20 µm groß und fein stachelwarzig. Die Telien der Art sind schwarzbraun, früh offenliegend und kompakt. Die goldbraunen Teliosporen sind zweizellig, in der Regel elliptisch geformt und 32–46 × 16–20 µm groß; ihre Stiele sind bis zu 70 µm lang.

## Verbreitung
Das bekannte Verbreitungsgebiet von Puccinia arundinis-donacis umfasst ein Areal, das sich von China bis Japan erstreckt.

## Ökologie
Die Wirtspflanze von Puccinia arundinis-donacis ist Arundo donax. Der Pilz ernährt sich von den im Speichergewebe der Pflanzen vorhandenen Nährstoffen, seine Sporenlager brechen später durch die Blattoberfläche und setzen Sporen frei. Die Art verfügt anscheinend über einen Entwicklungszyklus mit Telien und Uredien, der ohne Wirtswechsel auskommt; Spermogonien und Aecien fehlen offenbar.